# Демократическа партия на сърбите в Македония
Демократическата партия на сърбите в Македония (на македонска литературна норма: Демократска партија на Србите во Македонија, на сръбски: Демократска партија Срба у Македонији) е сръбска политическа партия в Северна Македония, основана през 1992 година. Неин председател е Иван Стоилкович.

## Резултати
На парламентарните избори през 2008 година партията е част от коалиция „За по-добра Македония“ в която получава 1 място в македонския парламент, на парламентарните избори през 2011 година като част от същата коалиция партията отново получава 1 място.